# Морозовская женская пустынь
Морозовская девичья пустынь — монашеское поселение, располагавшееся недалеко от села Даниловское Костромского уезда (сейчас — город Данилов Ярославской области). Пустынь была основана монахом-отшельником Капитоном, современником протопопа Аввакума.
В 1634 году старец Капитон получил по жалованной грамоте царя Михаила Романова пустошь Колесниково и Маремьянин починок. Отшельник основал сначала небольшой мужской монастырь — Троице-Колясниковскую пустынь, а затем и пустынь женскую — Морозовскую во имя Рождества Пресвятой Богородицы. Морозовская женская пустынь, которая насчитывала 10-15 монахинь, находилась в селе Морозово, в одной версте от мужского скита и в пяти — от села Даниловское. Была построена деревянная церковь, которую освятили осенью, в день Рождества Богородицы.
По прошествии короткого времени основатель пустыни Капитон начал проповедовать раскол, а через пять лет ударился в бега со своими последователями. В отличие от монахов монастыря в Троице-Колясниках, сестры-насельницы Морозовской обители не восприняли раскольнического учения своего устроителя Капитона и остались в пустыни. Но жили они потом очень трудно. Сохранилась челобитная, в которой монашки испрашивали у Москвы жалованье по рублю в год на сестру.
За все время своего существования Морозовская пустынь была бедной деревенской обителью, без земельных владений. После екатерининской реформы 1764 г. Морозовская обитель, как и почти 300 малых монастырей по всей России, была упразднена. Деревянная церковь Рождества Пресвятой Богородицы, построенная при основании обители, была обращена в приходскую церковь.
Позже вместо ветхого деревянного был выстроен каменный храм. Храм завершался пятиглавием и имел два придела: в честь святителя Митрофана Воронежского и святителя Тихона Амафунтского. При храме была устроена колокольня и приходское кладбище, обнесенное земляным валом.
До советского времени в Рождественском храме хранился серебряный вызолоченный крест-мощевик, почитаемый чудотворным. Крест был восьмиконечным и хранился в специальном кипарисовом створчатом ковчеге. В нижнюю сторону креста было вложено около ста частиц святых мощей различных пророков, апостолов, святителей и мучеников с обозначением имён святых на задней стороне. По преданию, перед сражением под Полтавой Патриарх благословил Пётра Великого этим крестом. На верхней стороне под распятием, на оконечности, находилась надпись на медной вызолоченной пластине, которая гласила: «Сей святый и животворящий крест Христов со святыми мощами построил, по вере и обещанию своему, дому Святейшего Патриарха, иеромонах Иринарх Печерский в марте месяце 1708 года.» В 1709 году иеромонах Иринарх был отправлен вместе с крестом и походной церковью на войну. После победы над шведами Пётр Великий с благодарностью возвратил драгоценный крест иеромонаху, а последний перед смертью завещал крест в вечное своё поминовение в девичью Морозову пустынь. Иринарх, имя которого увековечил крест, был ближним родственником игумену и сестрам той обители.
Это предание сохранил бывший морозовский священник Григорий Стефанов, проживший более ста лет. В молодости Григорий был причетником при своем отце Стефане, священнике при Морозовской пустыни ещё до её упразднения, от которого и слышал это сказание.
В советские годы крест утрачен.
Каменная церковь в честь Рождества Пресвятой Богородицы была разрушена в годы советской власти.
В 2009 году в пяти километрах от Данилова, на месте бывшей старинной Морозовской Рождественской девичьей пустыни рядом с остатками храмовых построек состоялись молебен в честь 375-летия Рождественской женской пустыни и освящение креста, который затем был установлен с молитвами. Каждый год 10 июля, в День воинской славы России — в годовщину победы под Полтавой, — а также в сентябре, на Рождество Богородицы, здесь проходят молебны.